# Фили (Миннесота)
Фили (англ. Feeley) — тауншип в округе Айтаска, Миннесота, США. На 2010 год его население составило 306 человек. Тауншип был назван в честь Томаса Фили из Айткина, одного из первых поселенцев тауншипа.

## География
По данным Бюро переписи населения США площадь тауншипа составляет 84,6 км², из которых 81,7 км² занимает суша, а 2,9 км² — вода (3,43 %). Территория тауншипа полностью окружает город Уарба.
Через тауншип проходит скоростная автомагистраль  US 2.

## Население
В 2010 году на территории тауншипа проживало 306 человек (из них 52,3 % мужчин и 47,7 % женщин), насчитывалось 138 домашних хозяйств и 91 семья. На территории города было расположено 378 построек со средней плотностью 2,75 построек на один квадратный километр суши. Расовый состав: белые — 98,0 %, коренные американцы — 0,7.
Население города по возрастному диапазону по данным переписи 2010 года распределилось следующим образом: 21,6 % — жители младше 21 года, 54,9 % — от 21 до 65 лет, и 23,5 % — в возрасте 65 лет и старше. Средний возраст населения — 50,4 лет. На каждые 100 женщин в Фили приходилось 109,6 мужчин, при этом на 100 совершеннолетних женщин приходилось уже 115,5 мужчин сопоставимого возраста.
Из 138 домашних хозяйств 65,9 % представляли собой семьи: 58,0 % совместно проживающих супружеских пар (17,4 % с детьми младше 18 лет); 5,1 % — женщины, проживающие без мужей, 2,9 % — мужчины, проживающие без жён. 34,1 % не имели семьи. В среднем домашнее хозяйство ведут 2,22 человека, а средний размер семьи — 2,71 человека. В одиночестве проживали 29,0 % населения, 13,0 % составляли одинокие пожилые люди (старше 65 лет).
В 2014 году из 251 человека старше 16 лет имели работу 106. В 2014 году медианный доход на семью оценивался в 56 563 $, на домашнее хозяйство — в 50 139 $. Доход на душу населения — 25 963 $ в год.